# Schnur (Alarmierungssystem)
Das Alarmierungssystem „Schnur“, auch als Gerätesystem P 161 bezeichnet, war ein komplexes, in sich geschlossenes Gerätesystem zur Übermittlung von Signalzuständen an unterstellte Truppen. In der  Nationalen Volksarmee wurde es für die zentrale Überführung in höhere Stufen der Gefechtsbereitschaft eingesetzt.

## System

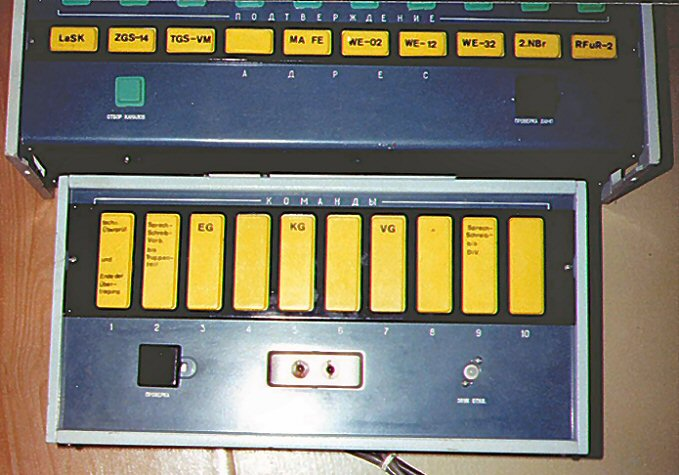
Das Kommando- und Adresspult des Alarmierungssystems mit Beschriftung aus der Anfangszeit seiner Nutzung im operativen Führungszentrum des MfNV

Der Gerätesatz Schnur (P161) wurde erst Mitte der 1980er Jahre aus der UdSSR in die NVA eingeführt und nach einer Test- und Erprobungsphase in der zweiten Hälfte der 1980er eingesetzt. Parallel dazu führte der Stab der Vereinten Streitkräfte des Warschauer Pakts das Alarmierungssystem Monument  in  die Koalitionsstreitkräfte ein. Mit dem Gerätesatz Schnur wurde das Alarmierungs- und Benachrichtigungssystem der NVA modernisiert und die zentrale Übermittlung von Signalen aus dem Operativen Führungszentrum des MfNV an unterstellte Kommandos, Verbände und Truppenteile gewährleistet. Der Bedienplatz war in Pultbauweise ausgefertigt und wurde vom Operativen Diensthabenden des  Ministeriums für Nationale Verteidigung bedient. Das System gewährleistete die automatisierte Alarmierung der angeschlossenen Teilnehmer über mehrere Führungsebenen unter Nutzung bestehender direkter Draht-, Richtfunk- oder Funkverbindungen. Vorrangig wurden Drahtverbindungen genutzt, die als Zweidraht oder Vierdraht-Telegrafiekanäle angeschaltet waren. Für die Zeit der Übertragung von Kommandos waren diese Verbindungen für den operativen Informationsaustausch blockiert.

## Hauptgeräte des Systems

### Hauptsatz
Der Hauptsatz war bestimmt für:

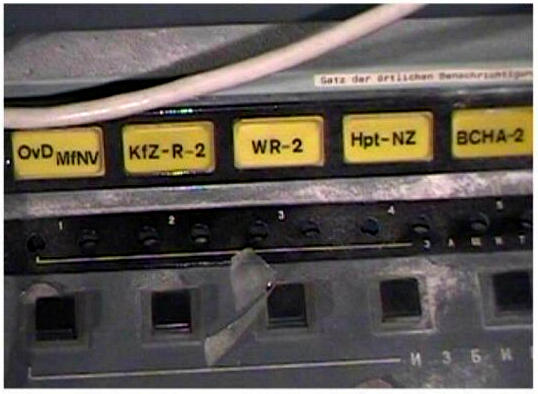
Örtliches Benachrichtigungspult

- die Bildung der Kommandos der Warnung/Alarmierung und ihre Übertragung an nachgeordnete Führungsebenen,
- die Steuerung des Zusatzsatzes, wenn dieser ebenfalls aufgebaut wurde,
- das Abzweigen von Übertragungskanälen für die Zeit der Übertragung der Kommandos,
- den Empfang und die Fixierung der Kommandos von der übergeordneten Führungsebene,
- das Erzeugen und Übertragen der Bestätigungssignale (automatisch, Handbestätigung) auf ein empfangenes Kommando,
- das Übertragen der Signale „Trewoga“ (deutsch: Alarm) und „Prowerka“ (deutsch: Kontrolle) im Satz der örtlichen Benachrichtigung.

Die nebenstehenden Bilder des Gerätesystems aus dem ehemaligen Operativen Führungszentrum des Ministeriums für Nationale Verteidigung zeigen das Kommando- und Adresspult mit den möglichen Stufen der Gefechtsbereitschaft in der NVA und die am System angeschlossenen militärischen Einrichtungen.
Dabei bedeutet:
- - „EG“ - erhöhte Gefechtsbereitschaft,
- - „KG“ - Gefechtsbereitschaft bei Kriegsgefahr und
- - „VG“ - volle Gefechtsbereitschaft.

Das Adresspult trägt die Beschriftungen:
- - „LaSK“- für Kommando Landstreitkräfte,
- - „ZGS“- für den zentralen Gefechtsstand der Luftstreitkräfte/Luftverteidigung,
- - „TGS VM“- für den territorialen Gefechtsstand der Volksmarine der DDR,
- - „MA“- für Militärakademie „Friedrich Engels“,
- - „2.NBr.“- für die 2. Nachrichtenbrigade,
- _ „RfuR-2“- für das Richtfunkregiment 2 und
- - „WE“ für die dem Ministerium direkt unterstellten Wartungseinheiten der Hilfsnachrichtenzentralen, wie HNZ-2, HNZ-4 und HNZ-8.

Abzweigen von Übertragungskanälen ? Zur Übertragung von Kommandos der Warnung/ Alarmierung wurden drahtgebundene Übertragungskanäle genutzt. Unter normalen Bedingungen waren diese auf einer Fernschreibvermittlung vom Typ RLD 80 in der Nachrichtenzentrale des MfNV aufgeschaltet und wurden für den Fernschreibverkehr genutzt. Für die Nutzung des Systems "Schnur" wurden die Übertragungskanäle automatisch freigeschaltet.

### Zusatzsatz
Der Zusatzsatz wurde zum Übertragen der Kommandos in bis zu zehn Richtungen, in Verbindung mit dem Hauptsatz, sowie zum Empfang der entsprechenden Bestätigungssignale verwendet.

### Satz der örtlichen Benachrichtigung

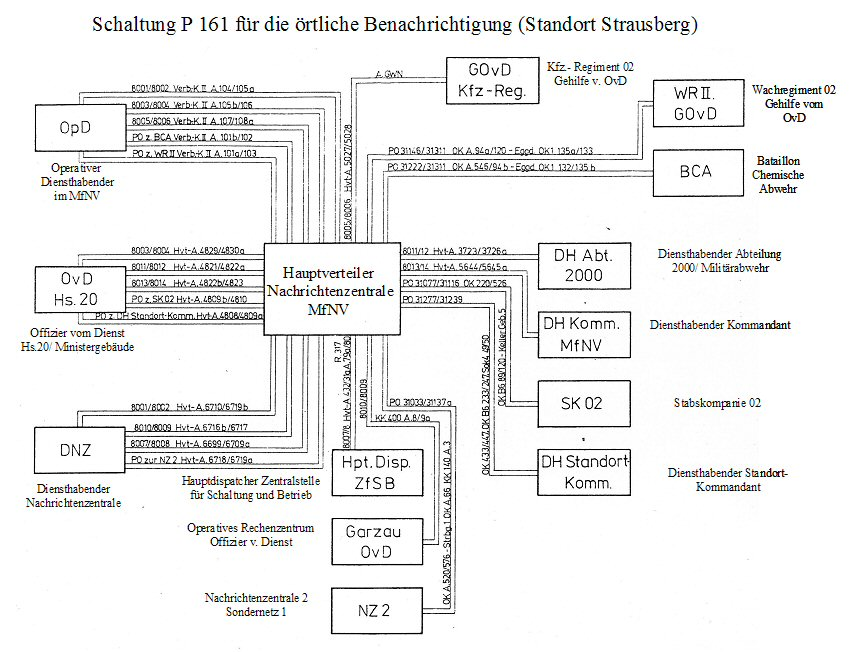
Schaltung P 161 örtliche Benachrichtigung am Standort Strausberg

Der Satz der örtlichen Benachrichtigung war bestimmt für die Überführung der am Standort des Systems dislozierten Truppen, Einrichtungen und Dienststellen der NVA in höhere Stufen der Gefechtsbereitschaft. Dazu waren diese über direkte Stromwege (Leitungen) an das System angeschlossen.
Die Beschriftung im nebenstehenden Bild vom Satz der örtlichen Benachrichtigung für den Standort Strausberg weist u. a. auf folgende angeschlossenen Dienststellen und Diensthabenden:
- - „OvD MfNV“- Offizier vom Dienst des MfNV,
- - „KFZ-R–2“- für das Kfz-Regiment 2,
- - "WR 2" - für das Wachregiment 2 in Eggersdorf
- - „Hpt-NZ“- für  HptNZ (Hauptnachrichtenzentrale) und
- - „BCHA-2“- für das Bataillon Chemische Abwehr 2.